# Belatinci pogrom

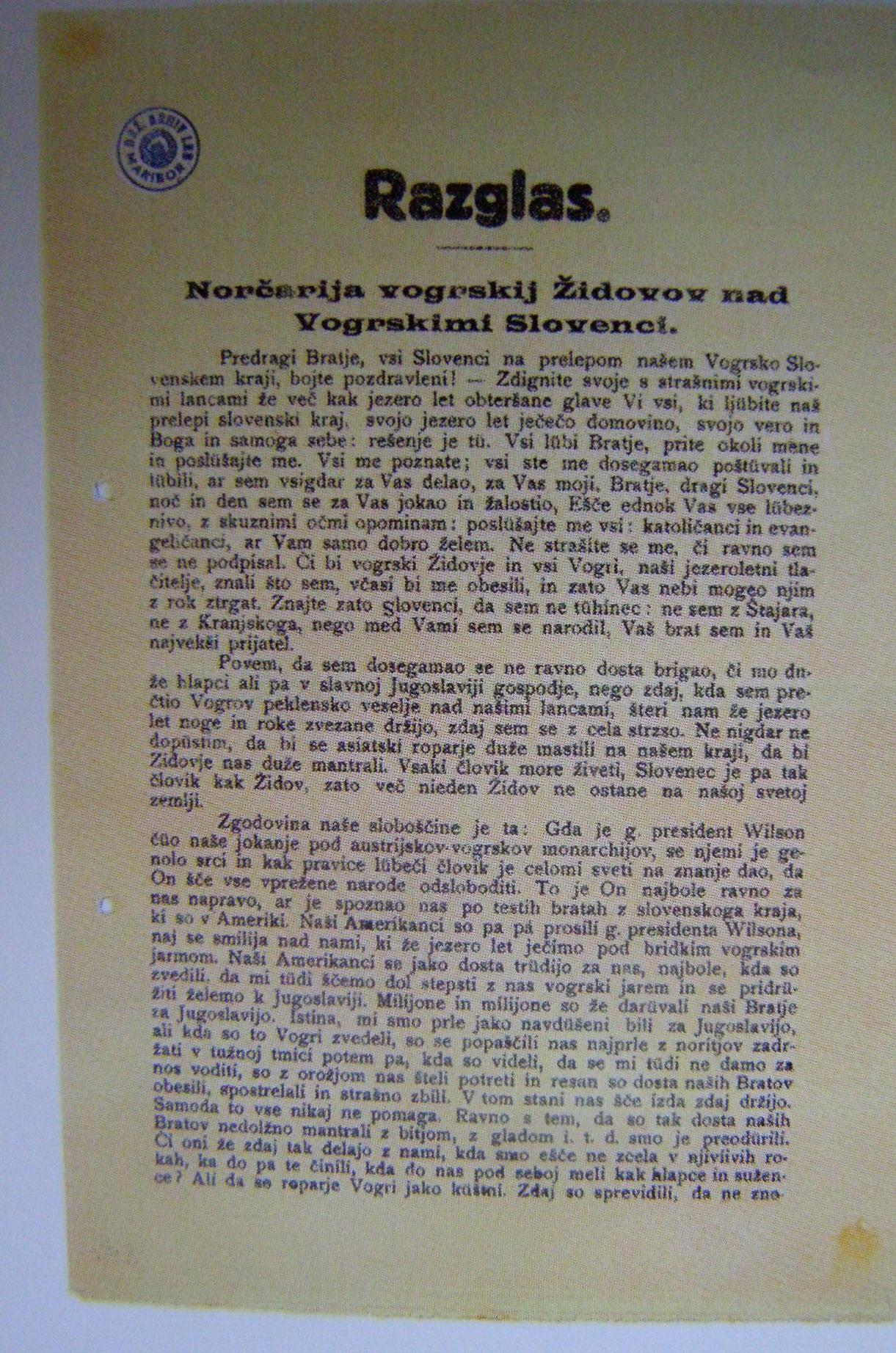
Az állítólagos Küzmics Mátyás által készített antiszemita és tanácsköztársaság-ellenes plakát 1919 tavaszáról.

A belatinci pogrom 1918 novemberében a Vendvidék déli részén levő Belatinc (ma Beltinci, Szlovénia) helységben történt, részint az újonnan létrejött Szerb–Horvát–Szlovén Királyságból jövő agitáció miatt, amely a zsidókat vádolja heves propaganda kifejtésével, amit azért tesznek, hogy a magyarországi szlovének (vendek) lakta területeket ne csatolják a délszláv államhoz.

Tulajdonképpen zsidóellenességgel leplezték köztörvényes egyének, hogy a mezővárosban élő módos polgárok (akik között kevés zsidó volt!) vagyonára rátehessék a kezüket és randalírozhassanak.
Az 1990-es évek végén nagy vihart kavart Zsiga Tibor történész könyve a Muravidéktől Trianonig, amely azonkívül, hogy Mikola Sándor elméleteire alapozva azt igyekszik bizonygatni, hogy a Muravidék lakosságának semmi köze a szlovénekhez, így nem volt jogos az elcsatolásuk 1920-ban, olyan állításokat fogalmaz még meg, miszerint Jerics Iván és Kühár Mihály – aki közreműködött abban, hogy a Vendvidék kikerüljön a magyar fennhatóság alól – részt vállaltak saját hasznukra a zsidók megtámadásában. Vilko Novak hevesen kelt ki Zsiga ellen, mert többek között műve rendkívül felületesnek bizonyult, s úgy véleményezte, hogy a szlovén-magyar jó viszonyt rombolja Zsiga helytelen állításaival.
Az ügyben még érintett Tkálecz Vilmos is, aki mint ismeretes alig több mint fél évvel később Muraszombatban kikiáltotta a Vendvidéki Köztársaságot. Tkáleczet a kommunista jugoszláv rendszerben, később a szlovén nemzeti oldal részéről is magasztalták, mert szerintük fontos szerepet vállalt a délszláv államhoz való csatlakozásban, sőt kissé abszurd módon a magyar fél is hősnek tekinti, mert szerintük köztársaságával akart fellépni a kommunizmus és a trianoni békeszerződés ellen. Tulajdonképpen a Tkáleczről szóló elfogult elképzelések nem felelnek meg a valóságnak, ezt bizonyítja a belatinci zavargás. Tkálecz akkor a vendvidéki magyar erők egyik tisztje volt és úgy értesült a Belatincon zajló eseményekről, miszerint Jerics vezetésével „vend népfelkelés” tört ki, ezért kész lett volna a leverésére.

## Előzmények
1918-ban a Vendvidéken Klekl József vezetésével megerősödött azon követelés, hogy a területet vegyék el Magyarországtól és csatolják a délszláv államhoz, mert kizárólag csak ott van jövője. Klekléknek nyomós okuk volt, hogy ezt kérjék, mert az élet szinte minden területén nagyarányú magyarosítás folyt, többek között az iskolákban max. fél órában tanították a vend nyelvet 1908 óta.
A délszláv oldalról is magyarellenes aggitálásra törekedtek a szlovének között, elsősorban szerb részről. Részben szükség is volt erre, mert a Vendvidéken az evangélikusok támogatták Magyarországot és a magyarosítást, továbbá tudták, hogy a délszláv államban kevés protestáns él, mert döntően katolikus, ortodox, vagy muszlim felekezethez tartoztak a lakói.

Mikola Sándor és más magyar vezetők olyan történetietlen elképzelésekkel próbálták az elcsatolását jogtalanságát igazolni, miszerint a Vendvidék lakói nem szlovének, hanem vendek, s a keltáktól erednek. Mikola Párizsban nyíltan tagadta, hogy a Vendvidék lakossága szlovénnek nevezi magát, noha ez köztudott volt már a 18. század óta. Régi hiteles dokumentumok, még magyar nyelvűek is tanuskodnak ezek mellett. Az első vend ábécés könyv az Abeczedarium Szlowenszko is ezt a nevet hordozza.
A jugoszláv oldalról primitív antiszemita röplapokkal lázították a szlovéneket a Vendvidéken, jóllehet az elcsatolásokat ellenző magyar oldalon is igencsak sok antiszemita érzelmű volt, akiknek meglátása szerint a zsidóság is felelős Trianonért. A hirhedt Rongyos Gárda tagjai között is számos zsidóellenes érzelmeket tápláló egyén akadt, akik a későbbi Burgenlandban harcoltak a revízióért.

1919-ben például ilyen röplap terjedezett, amit bizonyos Küzmics Mátyás írt. A személyét a szerzőnek nem sikerült felderíteni, de ugyanakkor ma sem tudni, hogy a bizonyosan szerb kézből kikerült röplapot, hogy fordították le vendre, melynek tartalma a következő:
| „ | A magyar zsidók bolondítják a magyarországi szlovéneket Szeretett testvéreim, szlovének a gyönyörű magyarországi szlovén vidéken, üdvözöllek benneteket! Figyeljetek rám, katolikusok és evangélikusok! […] Érdekesek ezek a magyar rablók. Most, hogy látják, hogy sem átveréssel, sem erőszakkal nem tudják elérni, hogy továbbra is az ő káromlásaik és pálcáik célpontjai legyünk, hogy nem adtak sem petróleumot, sem cukrot, sem gyufát, sem élesztőt, most meg fűt-fát ígérnek. […] Bolondnak tartanak minket, szlovéneket; odáig jutottak, hogy azt mondják, hogy a szlávok nem emberek (tót nem ember). Nem szégyellitek magatokat, ti disznók? Tovább fogjuk hallgatni mi ezt az ellenséget? Csak egyre figyeljetek szlovén testvéreim; azt mondják Muraszombatban: „Legyetek türelemmel (ti, magyarországi szlovének), az egész világ szabad lesz.” Szerintem ezt nem ember írta; a pokolból érkezett szarvas-szakállas a muraszombati zsidókhoz. Kedves muraszombati testvéreim, csak nem fogjátok megtűrni az ördögöt? […] Miért kellett annyi szlovénnek Amerikába mennie? Mikor kaptunk valami jót is a magyaroktól? Soha! Miért jobb és szebb minden a régi Ausztriában mint Magyarországon? Miért nincsenek hidak a Murán, miért nincsenek jó útjaink? Miért nem építettek vasutat Lendva és Muraszombat között? Miért ennyire elmaradott a mi népünk? Gondolkodjatok el ezeken a kérdéseken, szeretett szlovén testvéreim. Keressétek meg magatok a válaszokat. […] Higgyétek el nekem testvéreim, hogy ötven év múlva egyetlen szlovén sem lesz itt a vidéken, ha a magyarok alatt maradunk. Szlovének, továbbra is a magyarok alatt akarunk élni? Soha! A magyarok rablók, tolvajok, zsidók, szociáldemokraták, szabadkőművesek. Kivétel nélkül olyan emberek, akik nem érdemlik meg, hogy a világon legyenek, az ember legszívesebben egy hordóba zárná őket, majd leeresztené a Murán és a Rábán, vigye őket a víz oda, ahonnan jöttek, Ázsiába. Mi már akkor voltunk ezen a földön, amikor a magyarok még azt sem tudták, mi az az Európa. […] Szeretett testvéreim, ébredjünk fel, a szabadság szép napja szólít bennünket! […] Csatlakozzunk Jugoszláviához; nem akarunk többé láncot viselni, zsidókat elviselni! | ” |
|   | |   |

A Magyar Tanácsköztársaság alatt keletkezett ez a primitív[forrás?] szellemű iromány, amely azért használta fel az antiszemitizmus eszközét, mivel a bolsevik vezetők egy része, így Kun Béla is zsidó volt.

Később azonban már eltekintettek a jugoszlávok az effajta durva megnyilvánulástól és nem tettek zsidóellenes kijelentéseket, ehelyett hangsúlyozták, hogy a németek és a magyarok felelősek az első világháborúért és fizetett csalókkal próbálják a megmaradást propagálni.

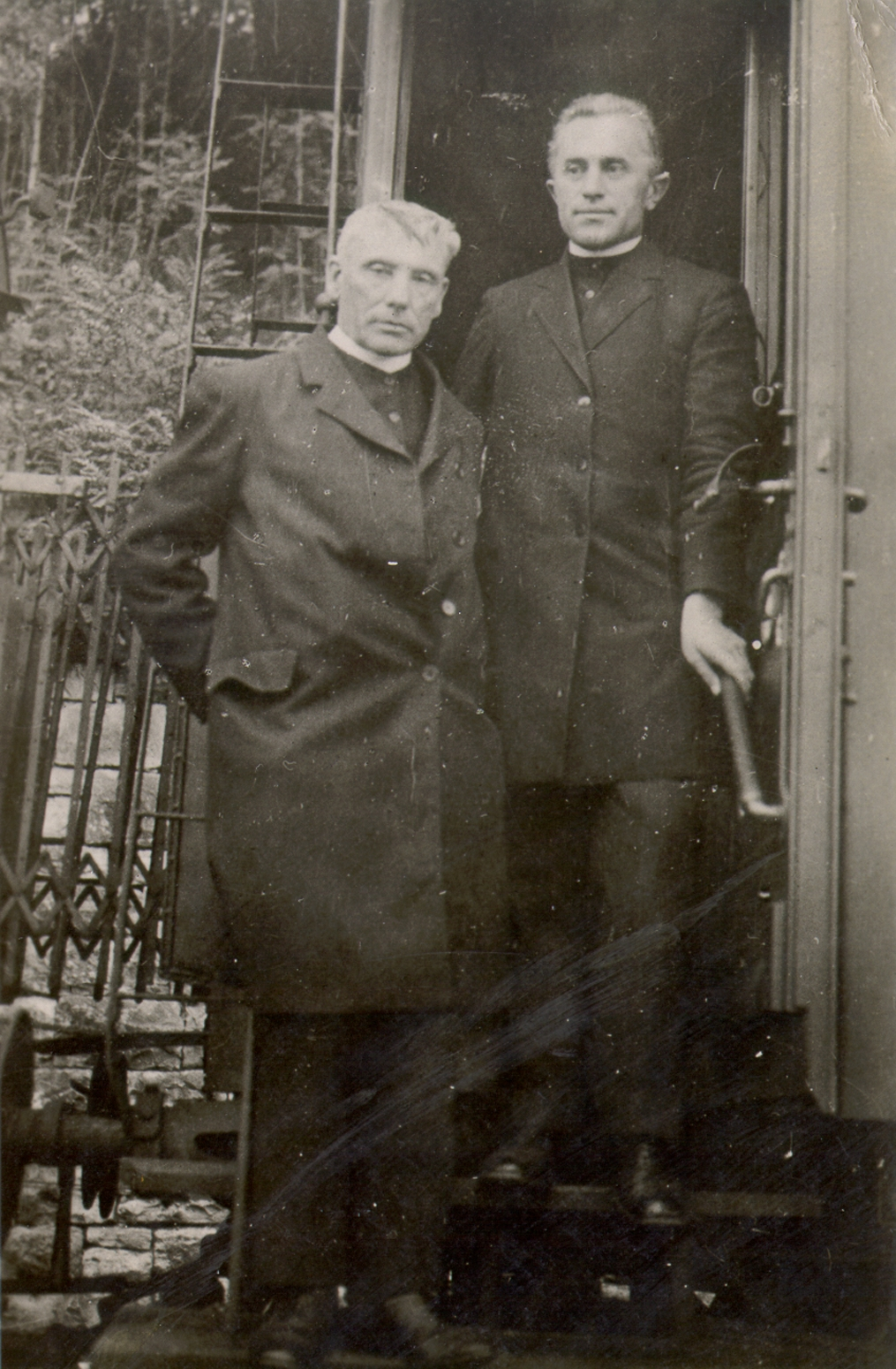
A vasúti szerelvény ajtajában álló személy az ártatlanul megvádolt Jerics Iván, mellette legjobb barátja Klekl József, aki szintén hamis vádak és bizonyítékok alapján próbáltak bemocskolni 1941-ben, majd 1945 után a kommunisták.

Zsidóellenes szavak már 1918-ban is elhangzottak, ami miatt nyilvánvaló, hogy a vendvidéki zsidóság körében Jugoszlávia nem lett népszerű, épp ezért a magyar fél mellett törtek lándzsát. A háború okozta károk és gazdasági hanyatlás az elmaradott Vendvidékre is rosszul hatott ki. A burzsoázia létszáma nem volt nagy, de azok is döntően zsidókból, vagy magyarokból álltak. Különösen Alsólendvában éltek nagy számban zsidók, akik a boltokat, gyógyszertárakat, gyárakat vezették.
Belatincon is működött zsidó üzlet. A zsidók rendelkeztek tartalékokkal, s tudtak árut biztosítani, de az árak az egész országban megnövekedtek. A helyi lakosság egy részéből irigységet váltott ki mindez és sokan törekedtek arra, hogy megkaparintsák a zsidók vagyonát.

## A zavargás
A beltaincivel egyidőben Alsólendván is boltokra, üzletekre támadtak 1918 folyamán.

1918. november 4-én fosztogatók csoportja rohanta meg Belatincon a zsidók üzleteit, de ugyanakkor olyan személyeket is, akik nem voltak zsidók, de vagyonos helyzetük ürügy volt erre, tulajdonképpen minden tehetős helyzetű személy „zsidónak” számított Belatincon. A csőcselék még a közelben levő Zichy család várkastélyára is rátört, s zsidóellenes szavakat skandálva raboltak és fosztogattak.

A feldühödött csőcselék ellen a mezőváros polgármestere, aki épp hazatért az Isonzó mellől Jerics Iván plébános segítségét kérte. Jerics gyorsan Osztercz Péter boltos üzlete elé sietett, ahol a csőcselék vadul dühöngött. A pap békítette az embereket, mire az egyikük fejszével fenyegette meg életveszélyesen, hogy miként merészeli a „mocskos zsidókat” védeni. Jerics azonban személyes fellépésével megnyugtatta a tömeget, akik hazaszéledtek.
Másnap, november 5-én a Zichy-kastély személyzete kérte Jerics segítségét, mert néhány személy elhajtotta a vár állatait. Jerics nyomban odament és elkergette a fosztogatókat.
Az eseményekről valószínűleg pontatlanul tájékoztatták Tkálecz Vilmost, aki népfelkelésnek vélve a zavargásokat, elindult Belatincba, hogy Jericset kézrekerítse, mivel úgy vélte ő a vezetője a mozgolódásnak.
Jericset azonban idejében tájékoztatták, aki átment a Murán, az akkori Stájerországba, Luttenberg (ma Ljutomer) városába, ahol a szlovén csoportok azon része dolgozott, hogy a Vendvidék Jugoszláviához kerüljön. November 7-én érkezett a hír, hogy Tkálecz előtt már tisztázódtak a történtek, ezért térjen nyugodtan haza.
Ugyanezen a napon még egy támadást kíséreltek meg a kastély ellen, ezt egy Szmej nevű szintén a frontról hazajött katona hárította el.
Belatinc után még két másik településen került sor antiszemita pogromra. Az egyiket nem sokkal ezután hajtották végre Cserföldön, a másikat Vaspolányban. Mindkét eset kivizsgálásában Tkálecz működött közre.

## A vita
A rendszerváltás után újra szóba került Trianon, ennek jegyében tömegével láttak világot a béke ellen szóló könyvek, köztük Zsiga Tibor műve is. Zsiga ebben a belatinci zavargások fő felelősét Jerics Ivánban és Kühár Mihály értelmiségiben jelöli meg, akik az elszakadási törekvésekben részt vettek. Vilko Novak szerint Zsiga arra a rossz információra hagyatkozik, amellyel annak idején Tkáleczet is tájékoztatták. A könyv még valótlanságok sorozatát állítja, egyebek között helytelenül írja le a földrajzi- és személyneveket, ráadásul döntően Mikola Sándor csinált állításait veszi forrásul.
Zsiga a Vendvidék elcsatolásának igazságtalanságát Jericcsel és Kühárral szembeni valótlanságokkal akarja fokozni. Zsiga szerint Jerics a maga hasznára fosztogatott, majd Luttenberge menekült a katonaság közeledtére. Zsiga nem nevez meg forrásokat, de Novak feltételezte, hogy abból az 1941-1945-ös vádiratból való, amelyet Jerics, Klekl és mások ellen terjesztettek be, amikor a Muravidéket a magyar és német hadsereg elfoglalta. A magyar hatóságok célja Kleklék megbüntetése volt, amiért annak idején az elszakadásért küzdöttek, s ebbe egy hamis vádat is beleszőttek Jerics ellen, ami az akkori rossz informálásból jött.
Zsiga Tibor művéből leszűrhető, hogy nem egészen ismeri az 1918-tól, 1920-ig tartó vendvidéki eseményeket. Csakis magyar forrásokra hagyatkozik, olyanokra elsősorban, amelyek az elszakadás ellen szóló érveket akarják valótlan és erőtlen bizonyítékokkal igazolni, közben úgy, hogy a politikát rendelik a tudomány fölé.
Novak szerint Zsiga belegázolt a kulturális munkában is nagy érdemeket szerző személyekbe. Az írásából az szűrhető le, hogy Jericset és Kühárt galád embereknek tartja, akik elmenekültek a felelősségre vonás elől.
Jerics azonkívül, hogy a támadott zsidókat is pártfogásába vette, alsólendvai esperessége alatt az ottani magyarság mellett is kiállt és egy korábbi revizíós fegyveres akcióban részt vevő bebörtönzött lendvai magyarok szabadon bocsátása mellett is szót emelt. Dokumentumok sokasága cáfolja meg Zsiga könyvében elhangzott állításokat.

## Lásd még
- Cserföldi pogrom
- Vaspolonyi pogrom